# Władysława Skwarska
Władysława Skwarska-Altmajer, urodzona jako Władysława Skwarek (ur. 28 czerwca 1913 w Łodzi, zm. 7 lipca 1993 w Warszawie) – polska aktorka teatralna i filmowa.

## Życiorys
Od połowy lat trzydziestych XX wieku występowała na scenach teatrów łódzkich, m.in. w Teatrze Miejskim. W 1936 złożyła egzamin eksternistyczny w Państwowym Instytucie Sztuki Teatralnej w Warszawie. Od 1945 grała na scenie Teatru Towarzystwa Uniwersytetu Robotniczego, który był filią Teatru Wojska Polskiego. W 1950 przeniosła się do Gdańska, gdzie do 1952 występowała w Teatrze Wybrzeże. W kinie debiutowała późno, w 1975 zagrała drugoplanową rolę w filmie psychologicznym "CDN".

## Filmografia
- CDN (1975) - sąsiadka "Tymusiowej";
- Granica (1977) - starsza pani w salonie Kolichowskiej;
- Wesela nie będzie (1978) - matka Wojtka;
- Epizod (1979) - mieszkanka kamienicy.